# 大成站 (埼玉縣)
大成站（日语：／ Ōnari eki */?）位於日本埼玉縣埼玉市大宮區，為已廢止的西武鐵道大宮線的鐵路車站。

## 車站周边
- 這個站大約位於國道17號、縣道大宮春日部線交匯處。

## 歷史
- 1906年(明治39年)4月16日：開業。
- 1941年(昭和16年)2月25日：全線廢止。

## 相鄰車站
西武鐵道
■大宮線
種雞場前－大成－工場前

## 外部連結
- Rail & Bikes 川越電氣鐵道（页面存档备份，存于）(日文)